# Schambach (Landkreis Kelheim)
Schambach war eine Gemeinde im Bezirksamt Kelheim, die im Wesentlichen aus den Orten Oberschambach und Unterschambach bestand.

## Geschichte
Die mit dem Gemeindeedikt von 1818 gegründete Gemeinde Schambach bestand aus dem Kirchdorf Oberschambach und dem Dorf Unterschambach und hatte 1925 eine Fläche von 726,05 Hektar und 212 Einwohner. Beide Orte gehörten zur katholischen Pfarrei in Saal und zum Schulsprengel von Einmuß. 1938 wurde die Gemeinde Schambach nach Einmuß eingemeindet und ist heute ein Gemeindeteil der Gemeinde Saal an der Donau.